# 巴卡里·萨尼亚
巴卡里·萨尼亚（法語：Bacary Sagna，發音：[bakaʁi saɲa]；1983年2月14日—），法國已退役職業足球运动員，司職右後衛。
萨尼亚曾經代表法國U21出戰2006年歐洲U-21足球錦標賽。雖然沙格拿的雙親是塞內加爾人，但由於沙格拿出生於法國而獲得入籍法國。

## 球會生涯
歐賽爾
沙格拿少年時受訓於歐賽爾青年隊，2004年開始成為歐賽爾一隊球員，翌年立即替球隊取得自1996年法甲冠軍後首個錦標—法國盃冠軍，取得參加2006/07年歐洲足協盃資格。沙格拿出色的表現也使他赢得2006/07年法甲最佳右後衛的榮譽。
阿仙奴
2007年7月12日，沙格拿落實加盟英超球會阿仙奴，轉會費約為9百萬英鎊，並穿著3號球衣。期間表現出色，獲選入2007/08年PFA年度最佳陣容及兩度代表法國，在2008年3月23日聯賽對車路士雖然射入一球先開紀錄，但下半場扭傷足踝退下火線，而球隊亦以1-2見負，賽後沙格拿需要養傷三週。
2008年6月4日阿仙奴宣佈與沙格拿延長合約，年期沒有透露，有報道指合約將維持到2014年。
2010年酋長盃，沙格拿在對陣些路迪的賽事中再次取得入球，協助球隊以3-2勝出。
2010年11月14日，沙格拿在聯賽作客愛華頓的賽事中攻入先開紀錄的入球，更以出色的表現協助球隊以2-1取勝。
2014年6月13日，宣布与阿森纳合同到期后自由转会曼城，结束7年枪手生涯。
曼城
沙格拿是曼城2014年夏天的第一筆簽約，合約為期三年。他在2017年6月合約到期後離開球會。

## 國家隊
沙格拿代表法國U21出戰2006年歐洲U-21足球錦標賽，最終球隊進入準決賽階段。
2007年5月24日首次入選法國一隊大軍，於2008年歐洲國家盃外圍賽迎戰烏克蘭及格魯吉亞。沙格拿出色的表現也使他成為了法國隊的正選右閘，因此也順利入選2010年世界杯的名單。

## 榮譽
歐塞爾
- 法國盃 冠軍：2005年

阿仙奴
- 英格蘭足總盃冠軍﹕2014年

曼城
- 英格蘭聯賽盃冠軍﹕2015/16年

個人
- 法甲最佳右後衛球員：2006/07年
- 法甲最佳陣容：2006/07年
- PFA年度最佳陣容：2007/08年、2010/11年
- 英超最佳右後衛：2007/08年

## 外部連結
- 足球数据库：巴卡里·萨尼亚的球员统计数据